# 阿富汗伊斯兰共和国
阿富汗伊斯蘭共和國是阿富汗歷史上的一個伊斯蘭共和國，其統治從2004年至2021年。在911事件後，以美國為首的西方國家發動持久自由行動，推翻了當時統治阿富汗的塔利班政權。2001年12月，聯合國安理會授權北約於阿富汗成立國際安全援助部隊以保護新生的政權。2004年1月26日，臨時總統哈米德·卡爾扎伊簽署新憲法並定國號為“阿富汗伊斯蘭共和國”。然而，阿富汗戰爭仍在繼續。2021年美国和北约撤出军队後，阿富汗伊斯兰共和国所属大部分地区被塔利班占领；8月15日，塔利班攻入首都喀布尔，总统阿什拉夫·加尼出逃，但国际上仍承认阿富汗伊斯兰共和国为阿富汗政府代表（法律上的政府但未实际统治），塔利班宣佈開始组建临时政府；8月17日，第一副总统阿姆魯拉·薩利赫声称依據《阿富汗憲法》继任阿富汗伊斯兰共和国的代理总统，領導民族抵抗阵线繼續抗衡塔利班。加尼離開后的政权变更尚未被国际承认。

## 政治

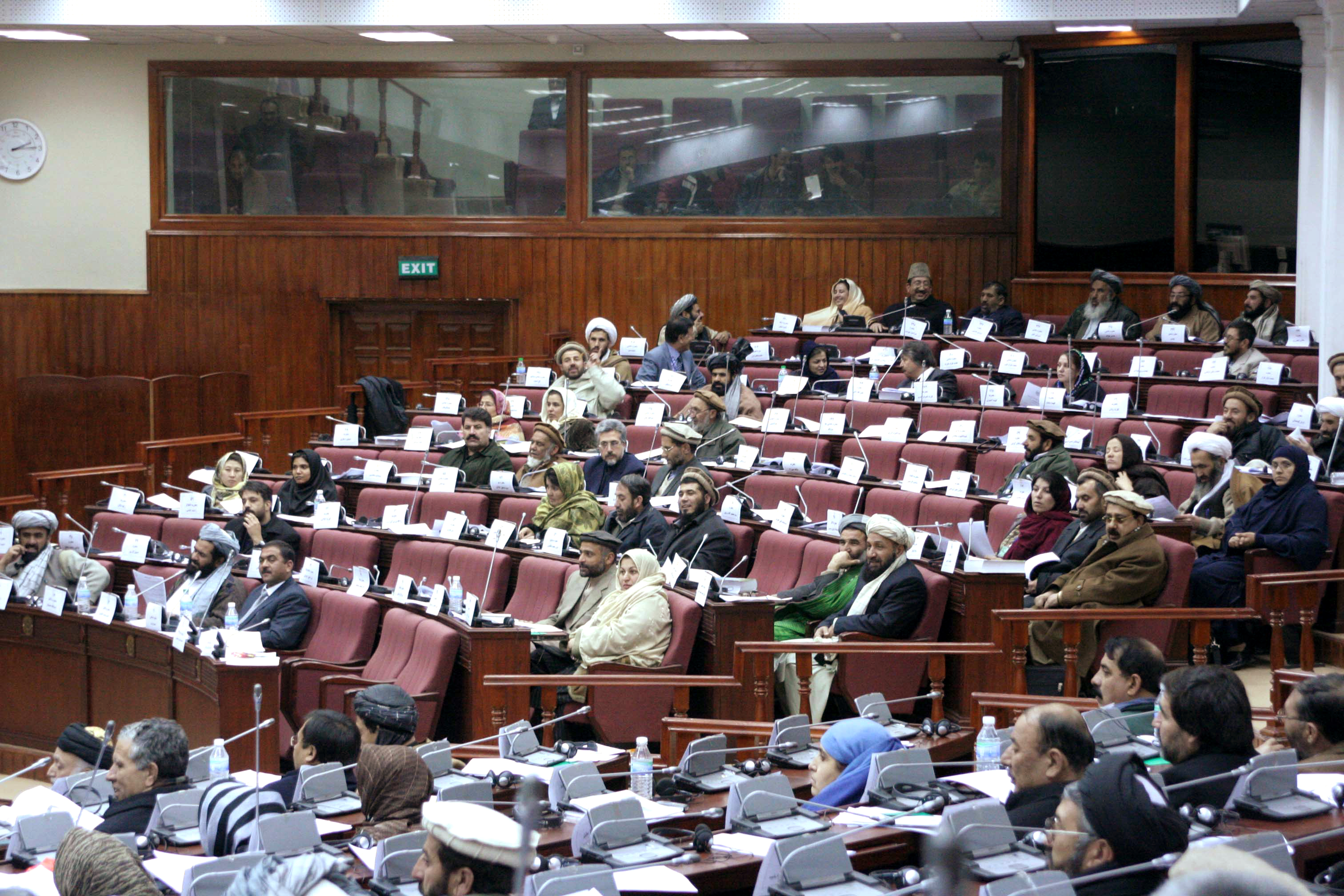
阿富汗国民议会（2006年）

阿富汗伊斯蘭共和國政權貪腐問題嚴重，在透明国际發表的「2015年全球廉洁指数」中，阿富汗排名倒數第三的第166位，僅高於朝鮮民主主義人民共和國和索馬里。透明國際在2016年的一份報告中指國際社會向阿富汗提供的援助資金有八分之一被高官私吞。

### 阿富汗伊斯蘭共和國總統
| 總統姓名                                          | 總統任期                                             |
| ------------------------------------------------- | ---------------------------------------------------- |
| حامد کرزی Hamid Karzai 哈米德·卡爾扎伊            | 2004年12月7日—2014年9月29日 （2001年11月13日起代理） |
| شرف غني حمدزی Ashraf Ghani Ahmadzai 阿什拉夫·加尼 | 2014年9月29日—2021年8月15日                          |

2021年8月15日塔利班攻占喀布尔，重建阿富汗伊斯蘭酋長國，与此同时阿富汗伊斯兰共和国时任第一副总统阿姆魯拉·薩利赫（امرالله صالح，Amrullah Saleh）自称代理总统，但未获普遍承认。

### 外交
2005年，美国与阿富汗签署一份战略伙伴协议，以使雙方维持长期的伙伴关系。在这期间，国际社会提供大约300亿美元来重建这个国家。2012年，阿富汗成为美国的“重要的非北约盟国”，得到美国及其他国家军事与财政上的援助。从2012年以后的未来4年里，阿富汗将得到国际社会160亿美元的发展援助金；而在2001年至2010年之间，各国为阿富汗提供了350亿美元的援助资金。阿富汗重建主要依赖西方国家支持和援助。阿富汗政府外交以寻求援助为中心，积极发展同美国、德国、日本和欧盟等关系。
阿富汗是伊斯兰合作组织、经济合作组织成员，重视发展与周边国家关系和参与区域合作，希望发挥地缘优势，成为本地区贸易和交通枢纽。2002年，阿富汗同包括中國在内的6个邻国共同签署《喀布尔睦邻友好宣言》、《〈喀布尔睦邻友好宣言〉签署国政府关于鼓励更紧密的贸易、过境和投资合作的宣言》和《喀布尔睦邻友好禁毒宣言》。2012年6月，阿富汗成为上海合作组织观察员国。

## 经济社会
阿富汗伊斯蘭共和國治下的阿富汗經濟幾乎崩潰，主要倚賴外部援助，其中來自歐盟的援助佔阿富汗国内生产总值的40%，农业是另一主要经济支柱，但可耕地不足農業用地的2/3，毒品種植十分嚴重，戰亂導致的經濟困難延續，是世界上最低度開發國家之一。阿富汗的人權情況在塔利班的统治下陷入危機。